# Libušín
Libušín település Csehországban, a Kladnói járásban. Libušín Vinařice, Kačice, Třebichovice, Tuchlovice, Svinařov, Kladno és Smečno településekkel határos. Lakosainak száma 3588 fő (2024. január 1.).

## Népesség
A település lakosságának változását az alábbi diagram mutatja:
| Lakosok száma | 501  | 4087 | 4146 | 3574 | 2585 | 2878 | 3098 | 3346 | 3137 | 3588 |
|               | 1869 | 1900 | 1921 | 1961 | 1980 | 2011 | 2016 | 2019 | 2021 | 2024 |